# Arquebisbat de Sant Andreu i Edimburg

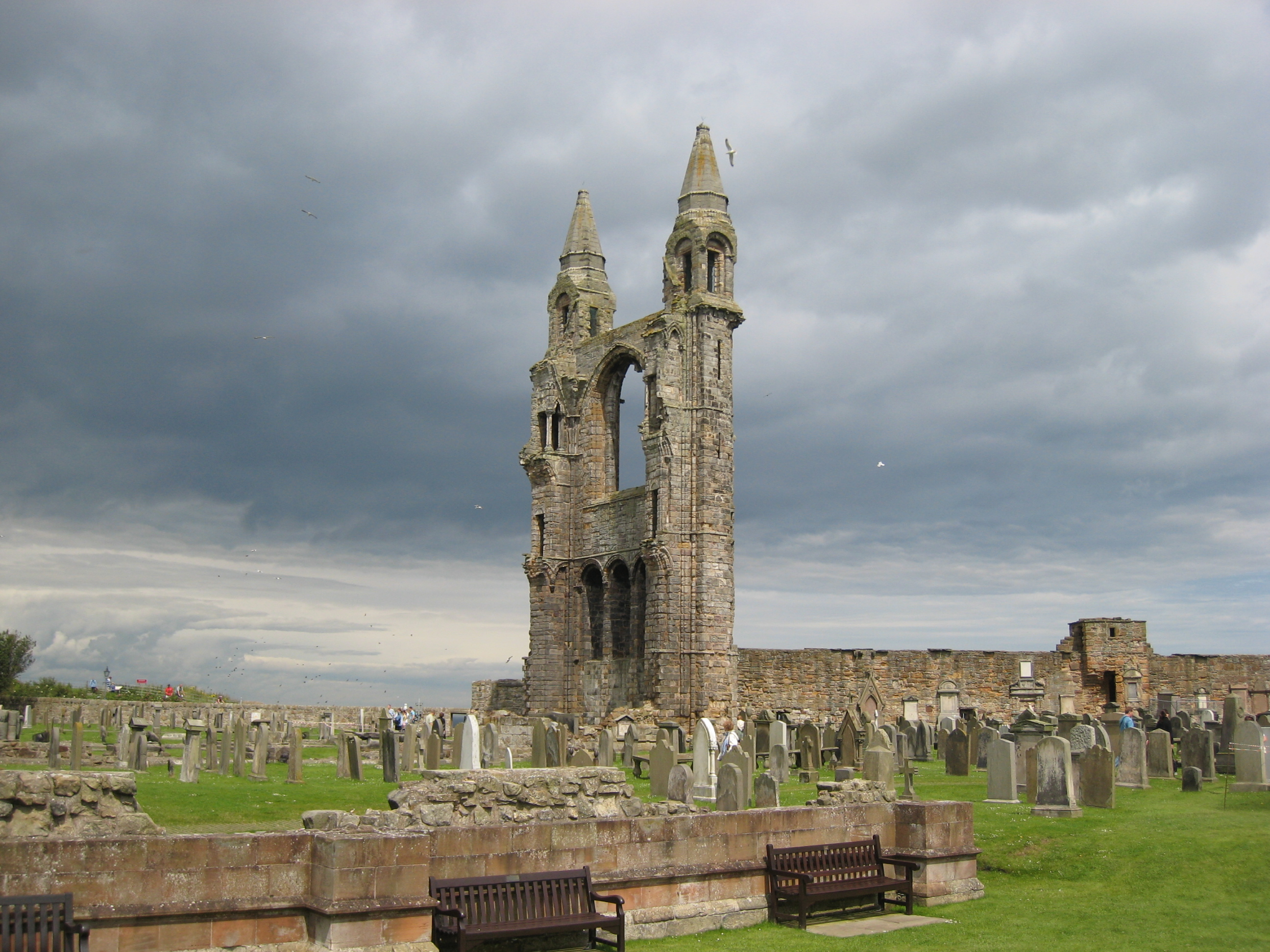
Runes de la catedral de Sant Andreu

L'arquebisbat de Sant Andreu i Edimburg (anglès: Archdiocese of Saint Andrews and Edinburgh; llatí: Archidioecesis Sancti Andreae et Edimburgensis) és una seu metropolitana de l'Església catòlica a Escòcia. És la seu metropolitana de la província de Saint Andrews and Edinburgh, consistent en les seus sufragànies de Aberdeen, Argyll i Illes, Dunkeld i Galloway. El 2012 comptava amb 115.900 fidels d'una població d'1.533.000 habitants. Actualment està regida per l'arquebisbe Leo William Cushley. Un centenar de parròquies han estat reduïdes a només una trentena.

## Territori
L'arxidiòcesi comprèn la ciutat d'Edimburg i les següents zones d'Escòcia: part de Scottish Borders, East Lothian, Midlothian, West Lothian, Falkirk, part de Fife i de Stirling; a més comprèn al Dunbartonshire Orientale, la parròquia de Lennoxtown, Milton e di Campsie Torrance; i al Lanarkshire Settentrionale la parròquia de Kilsyth.
La seu arxiepiscopal és la ciutat d'Edimburg, on es troba la catedral de Santa Maria.
El territori està dividit en 113 parròquies.

## Història
A mitjan segle viii es va fundar el monestir de Sant Andreu, probablement durant el regnat d'Oengus I, rei dels Pictes. Ben aviat es convertí en seu d'un abat-bisbe, el més importat d'Escòcia. El primer bisbe conegut és Fothad.
El 1300 la diòcesi comprenia al voltant de 232 esglésies parroquials, subdividides en dos ardiaconats i vuit deganats territorials:
- ardiaconat de Saint Andrews, amb els deganats d'Angus, Fife, Fothriff, Gowrie i Mearns;
- ardiaconat de Lothian, amb els deganats d'Haddington, Linlithgow i Merse.

El 17 d'agost de 1472 la diòcesi va ser elevada al rang d'arxidiòcesi metropolitana mitjançant la butlla Triumphans Pastor Aeternus del Papa Sixt IV; i tenia 8 diòcesis sufragànies: Aberdeen, Brechin, Caithness, Dunblane, Dunkeld, Moray, Orcades i Ross.
El darrer arquebisbe catòlic de Saint Andrews va ser John Hamilton, mort el 1571. El succeí John Douglas, qui trencà la comunió amb la Santa Seu i instaurà la sèrie de bisbes de l'Església episcopal escocesa. L'arxidiòcesi episcopal de Saint Andrews va ser suprimida el 1688. A partir de la Reforma Escocesa, l'Església Catòlica abandonà les antigues diòcesis i jerarquia. El 1653 tota Escòcia passa a quedar sota l'autoritat del Prefecte Apostòlic d'Escòcia, creat pel Papa Innocenci X; sent elevada a Vicariat Apostòlic per Innocenci XII el 16 de març de 1694.
El 23 de juliol de 1727, Escòcia va ser dividida en dos vicariats apostòlics, el Districte de les Terres Baixes (les Lowlands) i el Districte de les Terres Altes (les Highlands). El Districte de les Terres Baixes comprenien pràcticament les Terres Baixes Escoceses.
El 13 de febrer de 1827 amb el breu Quanta laetitia del Papa Lleó XII, Escòcia quedà de nou dividida en tres Vicariats Apostòlics: el Districte Oriental (anteriorment el Districte de les Terres Baixes), el Districte Septentrional (anteriorment el Districte de les Terres Altes) i el Districte Occidental (creat a partir de territori dels altres dos districtes). El Districte Oriental comprenia els 16 comptats històrics de Perthshire, Angus, Kincardineshire, Stirlingshire, Clackmannanshire, Kinross, Fife, West Lothian, Mid Lothian, East Lothian, Peebleshire, Selkirkshire, Kirkcudbrightshire, Dumfrieshire, Roxburghshire i Berwickshire.
Després de la restauració de la jerarquia escocesa feta pel Papa Lleó XIII el 15 de març de 1878 mitjançant la butlla Ex supremo Apostolatus, part del Districte Oriental va ser elevada a l'estatus d'Arxidiòcesi amb el títol de Sant Andreu i Edimburg.

## Cronologia episcopal

### Bisbes abans de la Reforma
- Fothad I †
- Cellach I †
- Máel Ísu I †
- Cellach II †
- Máel Muire †
- Máel Ísu II †
- Ailín †
- Máel Dúin †
- Túathal †
- Fothad II †
- Gregory (o Giric) †
- Cathróe †
- Turgot † (1109 - 31 de març de 1115 mort)
- Eadmer † (1117 o 1120 electe)
- Robert † (1122 - 1159 mort)
- Ernald † (1160 - de setembre de 1162 mort)
- Richard the Chaplain † (1163 - 5 de maig de 1175 mort)
- Hugh † (1178 - 4 d'agost de 1188 mort)
- Roger de Beaumont † (1189 - 7 de juliol de 1202 mort)
- William de Malvoisin, O.F.M. † (1202 - 1238 mort)
- David de Bernham † (1239 – maig de 1253 mort)
- Abel de Gullane † (20 de febrer de 1254 - 1254 mort)
- Gamelin † (1º de juliol de 1255 - 1271 mort)
- William Wishart † (15 de maig de 1273 - 28 de maig de 1279 mort)
- William Fraser † (21 de maig de 1280 - 20 d'agost de 1297 mort)
- William de Lamberton † (17 de juny de 1298 - 1328 mort)
- James Bane † (1 d'agost de 1328 - 22 de setembre de 1332 mort)
  - Sede vacante (1332-1342)
- William de Landallis † (18 de febrer de 1342 - 15 d'octubre de 1385 mort)
- Walter Trail † (29 de novembre de 1385 - 1401 mort)
- Henry Wardlaw † (10 de setembre de 1403 - 9 d'abril de 1440 mort)
- James Kennedy † (28 de maig de 1440 - 10 de maig de 1465 mort)
- Patrick Graham † (15 de desembre de 1465 - 1476 deposat)
- William Scheves † (13 de setembre de 1476 - 28 de gener de 1497 mort)
- James Stewart † (20 de setembre de 1497 - 1503 mort)
- Alexander Stewart † (10 de maig de 1504 - 9 de setembre de 1513 mort)
  - Innocenzo Cybo † (13 d'octubre de 1513 - 1514 renuncià) (deposat)
- Andrew Forman † (13 de novembre de 1514 - 1522 mort)
- James Beaton † (10 d'octubre de 1522 - 1539 mort)
  - David Beaton † (1539 - 29 de maig de 1546 mort) (deposat)
- John Hamilton † (28 de novembre de 1547 - abril de 1571 mort)[3]

### Prefectura Apostòlica d'Escòcia[2]

Escut de l'arxidiòcesi

- William Ballantine (13 d'octubre de 1653 – 2 de setembre de 1661 mort)
- Alexander Dunbar Winchester (12 de juny de 1662, dimity el 1668, reanomenat el 1672, dimití de nou al juliol de 1693)

### Vicariat Apostòlic d'Escòcia[2]
- Thomas Joseph Nicolson (7 de setembre de 1694 – mort on 12 d'octubre de 1718)
- James Gordon (12 d'octubre de 1718 – 23 de juliol de 1727, nomenat Vicari Apostòlic del Districte de les Terres Baixes)

### Vicariat Apostòlic del Districte de les Terres Baixes[2]
- James Gordon (23 de juliol de 1727 – 18 de febrer de 1746 mort)
- Alexander Smith (18 de febrer de 1746 – mort on 21 d'agost de 1767)
- James Grant (21 d'agost de 1767 – 3 de desembre de 1778 mort)
- George Hay (3 de desembre de 1778 – 24 d'agost de 1805 jubilat)
- Alexander Cameron (24 d'agost de 1805 – 20 d'agost de 1825 jubilat)
- Alexander Paterson (20 d'agost de 1825 – 13 de febrer de 1827 nomenat Vicari Apostòlic del Districte del Districte Oriental)

### Vicariat Apostòlic del Districte Oriental[2]
- Alexander Paterson (13 de febrer de 1827 – 30 d'octubre de 1831 mort)
- Andrew Carruthers (28 de setembre de 1832 – 24 de maig de 1852 mort)
- James Gillis (succeeded on 24 de maig de 1852 – 24 de febrer de 1864 mort)
- John Menzies Strain (2 de setembre de 1864 – 15 de març de 1878 nomenat Arquebisbe de St Andrews i Edinburgh)

### Arquebisbat de St Andrews i Edinburgh[2]
- John Menzies Strain (15 de març de 1878 – 2 de juliol de 1883 mort)
- William Smith (2 d'octubre de 1885 - 16 de març de 1892 mort)
- Angus MacDonald (15 de juliol de 1892 – 29 d'abril de 1900 mort)
- James August Smith (30 d'agost de 1900 – 25 de novembre de 1928 mort)
- Andrew Thomas McDonald, O.S.B. (19 de juliol de 1929 – 22 de maig de 1950 mort)
- Cardenal Gordon Gray (20 de juny de 1951 – 30 de maig de 1985 jubilat)
- Cardenal Keith O'Brien (30 de maig de 1985 – 25 de febrer de 2013 dimití)[4]
- Leo Cushley (des del 24 de juliol de 2013 –)

### Estadístiques
A finals del 2012 l'arquebisbat tenia 115.900 batejats d'una població total d'1.533.000 persones, corresponents al 7,6% del total.
| any  | Població | Població  | Població | Sacerdots | Sacerdots | Sacerdots | Sacerdots             | Diaques | Religiosos | Religiosos | Parròquies |
| any  | batejats | total     | %        | nombre    | regulars  | seculars  | batejats per sacerdot | Diaques | homes      | dones      | Parròquies |
| 1949 | 95.157   | 600.000   | 15,9     | 243       | 167       | 76        | 391                   |         | 78         | 353        | 74         |
| 1969 | 126.000  | 1.339.472 | 9,4      | 262       | 176       | 86        | 480                   |         | 161        | 405        | 99         |
| 1980 | 130.000  | 1.377.000 | 9,4      | 238       | 165       | 73        | 546                   |         | 113        | 371        | 111        |
| 1990 | 120.560  | 1.413.000 | 8,5      | 190       | 131       | 59        | 634                   |         | 83         | 263        | 100        |
| 1999 | 112.652  | 1.356.000 | 8,3      | 165       | 116       | 49        | 682                   | 1       | 62         | 177        | 95         |
| 2000 | 112.652  | 1.360.000 | 8,3      | 166       | 114       | 52        | 678                   | 1       | 64         | 180        | 94         |
| 2001 | 112.590  | 1.365.000 | 8,2      | 166       | 114       | 52        | 678                   | 1       | 62         | 171        | 94         |
| 2002 | 112.885  | 1.392.300 | 8,1      | 156       | 109       | 47        | 723                   | 1       | 59         | 166        | 108        |
| 2003 | 112.200  | 1.420.146 | 7,9      | 149       | 107       | 42        | 753                   | 1       | 53         | 162        | 108        |
| 2004 | 112.978  | 1.434.347 | 7,9      | 135       | 99        | 36        | 836                   | 1       | 46         | 157        | 106        |
| 2010 | 115.090  | 1.510.540 | 7,6      | 140       | 96        | 44        | 822                   | 4       | 50         | 109        | 113        |
| 2012 | 115.900  | 1.533.000 | 7,6      | 120       | 76        | 44        | 965                   | 4       | 52         | 93         | 113        |